# Institut national de la santé et du bien-être
L'Institut national pour la santé et le bien-être (finnois : Terveyden ja hyvinvoinnin laitos, sigle THL) est un institut finlandais de recherche et de développement placé sous les auspices du Ministère des affaires sociales et de la santé en Finlande.

## Présentation
THL est fondé le 1er janvier 2009, par la fusion de l'Institut national de santé publique de Finlande (KTL) et du Centre national de recherche et de développement pour le bien-être et la santé.
Il s'agit de la plus grande organisation d'experts relevant du ministère et de sa principale source de consultation sur les connaissances scientifiques.